# Augustinho Zaccaro
Augustinho Zaccaro, conhecido artisticamente como Maestro Záccaro (São Paulo, 1 de janeiro de 1948 – São Paulo, 2 de fevereiro de 2003), foi um maestro, arranjador e produtor de espetáculos brasileiro, conhecido pelo grande público após apresentar durante mais de uma década os programas "Záccaro" e "Italianíssimo", na TV Bandeirantes, TV Record e Central Nacional de Televisão.
Filho de Agostinho Zaccaro e Olinda Cecanecchia, era neto de quatros avós imigrantes italianos, por lado paterno calabreses e pelo materno, abruzeses. Aos quatro anos dava seus primeiros acordes no acordeão. A professora ia dar aula a seu irmão e ele observava, arriscando-se sozinho no instrumento. Com sete anos iniciou suas aulas de piano, e aos treze já dava aulas. No início da década de 80, o maestro inaugurou no bairro do Bixiga (Bela Vista/SP) o Teatro Záccaro. Dividido entre a carreira de concertista e de músico, formou a banda e trabalhou animando bailes. Záccaro comandou o programa "Italianíssimo" durante 25 anos na TV Gazeta onde estreou em 1978. Na TV Bandeirantes (hoje BAND) a partir de 1981, onde ficou 13 anos no ar durante as tardes de sábado. E na CNT, gravado no teatro que leva seu nome. Ultimamente era exibido no Canal 21, aos domingos, às 14h30. Programa que levava música, culinária e turismo, tudo sobre a Itália, e merchandising faziam parte da atração.
Záccaro morreu aos 55 anos de idade por complicações renais, deixando a esposa Viviane Vidmar e dois filhos, Breno e Renato Augusto. Em primeiras núpcias foi casado com Maria Cibele Sousa de Assunção.